# لي وايت
لي وايت (بالإنجليزية: Lee White) هو لاعب كرة قدم أمريكية أمريكي، ولد في 9 مايو 1946 في لاس فيغاس في الولايات المتحدة.

## وصلات خارجية
- لي وايت على موقع مرجع كرة القدم المحترفة.كوم (الإنجليزية)